# 任丘路街道
任丘路街道，是中华人民共和国河南省濮阳市华龙区下辖的一个乡镇级行政单位。

## 行政区划
任丘路街道下辖以下地区：
清华苑社区、昆吾社区、五一社区、茂北社区、丰泉社区和中原市场社区。